# Gauliga Mittelrhein 1936/37
De Gauliga Mittelrhein 1936/37 was het vierde voetbalkampioenschap van de Gauliga Mittelrhein. VfR 04 Köln werd kampioen en plaatste zich voor de eindronde om de Duitse landstitel, waar de club in de groepsfase uitgeschakeld werd.
Rhenania Würselen speelde de voorgaande jaren in de tweede klasse van de Gauliga Niederrhein. 

## Eindstand
| Plaats | Club                 | Wed. | W  | G | V  | Saldo | Ptn.  |
| ------ | -------------------- | ---- | -- | - | -- | ----- | ----- |
| 1.     | VfR 1904 Köln        | 20   | 12 | 6 | 2  | 59:31 | 30:10 |
| 2.     | CfR Köln             | 20   | 11 | 4 | 5  | 50:33 | 26:14 |
| 3.     | SpVgg Sülz 07        | 20   | 8  | 5 | 7  | 30:27 | 21:19 |
| 4.     | SV Rhenania Würselen | 20   | 9  | 3 | 8  | 42:39 | 21:19 |
| 5.     | SV 06 Beuel          | 20   | 7  | 7 | 6  | 29:30 | 21:19 |
| 6.     | Mülheimer SV 06      | 20   | 8  | 3 | 9  | 35:34 | 19:21 |
| 7.     | Bonner FV 01         | 20   | 7  | 5 | 8  | 39:38 | 19:21 |
| 8.     | TuRa Bonn            | 20   | 8  | 3 | 9  | 24:32 | 19:21 |
| 9.     | Kölner SC 1899       | 20   | 5  | 8 | 7  | 37:43 | 18:22 |
| 10.    | TuS Neuendorf        | 20   | 5  | 5 | 10 | 35:45 | 15:25 |
| 11.    | SpVgg 1910 Andernach | 20   | 4  | 3 | 13 | 36:64 | 11:29 |

|  | Kampioen, geplaatst voor nationale eindronde |
|  | Degradatie naar Bezirksliga                  |

## Promotie-eindronde

### Groep A
| Plaats | Club                 | Wed. | Saldo | Ptn. |
| ------ | -------------------- | ---- | ----- | ---- |
| 1.     | TSV Alemannia Aachen | 6    | 27:7  | 12:0 |
| 2.     | SC Blau-Weiß 06 Köln | 6    | 14:10 | 6:6  |
| 3.     | 1. FC 1907 Idar      | 6    | 11:19 | 4:8  |
| 4.     | SC Brachbach 09      | 6    | 13:32 | 2:10 |

|  | Promotie naar Gauliga Mittelrhein 1937/38 |

### Groep B
| Plaats | Club                 | Wed. | Saldo | Ptn. |
| ------ | -------------------- | ---- | ----- | ---- |
| 1.     | Kölner BC 01         | 6    | 12:13 | 7:5  |
| 2.     | SV Westmark 05 Trier | 6    | 15:8  | 6:6  |
| 3.     | Militär SV Koblenz   | 6    | 12:14 | 6:6  |
| 4.     | FV 07 Engers         | 6    | 12:16 | 5:7  |